# レイラ (ユニット)
レイラ  (Reyla) は、日本の男性フォークデュオ。
1976年結成。同年、シングル「サマーエンジェル」でデビュー。第5回東京音楽祭シルバーカナリー新人賞受賞。
1979年解散。

## メンバー
- 高梨雅樹[1]
- 服部清（はっとり きよし）[1]

## ディスコグラフィー

### シングル
- サマーエンジェル - ディスコメイトレコード（規格品番：DSF-101、1976年）[1]
- サマーシーズン
- 珈琲館
- 卒業
- バタフライ

### アルバム
- それぞれの幸福 - ディスコメイトレコード（規格品番：DSF-4001、1976年）[1]
- レイラ 青春の足跡
- レイラ バタフライ